# ガーディニア
『ガーディニア』(GARDENIA)は、1978年2月5日に発売された加藤和彦の4枚目のソロ・アルバム。安井かずみとのコンビによる作品で、ドーナツ・レコードからリリースされた最後のアルバムである。

## 解説
『ガーディニア』は加藤和彦がブラジル音楽に取り組んだ作品で、サンバやボサノヴァなどが取り上げられている。加藤はアルバム制作にあたり、日本人としてのアイデンティティーを重視して、海外ミュージシャンを起用せず、レコーディングもすべて日本国内で行なった。ストリングスとホーンの編曲は、加藤がこの頃はじめて知己を得た坂本龍一に委ね、ミュージシャンにはサディスティック・ミカ・バンド時代からの僚友である高橋幸宏、後藤次利などに加え、笠井紀美子や村岡建、尾形道子など、ジャズ・フュージョン系のプレイヤーを多く起用し、随所で各人のソロ・プレイをフィーチャーしている。ミキシングはスタジオ所属のエンジニアが作業を途中でボイコットしたため、実質的に加藤がほぼ独りだけで行なったという。なお、本作発表後、加藤はザ・フォーク・クルセダーズ時代から所属していた東芝EMIを離れ、ワーナー・パイオニアに移籍。本作がミカ・バンド時代から加藤の作品を発表してきたプライベート・レーベル、DOUGHNUT RECORDS（ドーナツ・レコード）の最終リリース作品となった。

## アートワーク
アート・ディレクションは、日系三世のグラフィック・デザイナー、ブライアン萩原(Bryan Hagiwara)と写真家のケネス・マクワン (Kenneth McGowan)のコンビが手がけた。フロント・カバーは安井かずみの友人であるコシノジュンコの自宅で撮影した写真をアレンジしたもので、加藤が着用しているシャツは三宅一生のデザインによる。なお、初発売時のレコード帯には、以下のキャッチコピーが記載されていた。

## 収録曲
全曲作詞：安井かずみ、作編曲：加藤和彦
曲毎にソロ・オーダーを記した。なお、アナログ・レコードでは#1から#4までがA面に、#5から#9までがB面に収録されている。
楽曲の時間表記は初出アナログ・レコードに基づく。
1. Gardenia - (4:25)
この楽曲と#2は1982年に催された大貫妙子の船上コンサートで取り上げられ[注釈 3]、加藤もギターとヴォーカルで客演した。
ソロ・プレイ：村岡建 (サクソフォーン)
2. Today - (3:39)
この楽曲は元ザ・ホワイト・キックスの大空はるみがカバーしている。
ソロ・プレイ：坂本龍一 (キーボード)
3. 気分を出してもう一度 - (5:44)
1977年に「立木リサ&今野雄二」[注釈 4]、小林啓子[注釈 5]、RAJIE[注釈 6]へ提供した楽曲のセルフカバー。のちに野宮真貴[注釈 7]もカバーしている。
ソロ・プレイ：渡辺香津美 (アコースティック・ギター) → 向井滋春 (トロンボーン) → 渡辺香津美 (アコースティック・ギター)
4. 時の流れ - (4:07)
ソロ・プレイ：坂本龍一 (アコースティック・ピアノ)
5. Spicy Girl - (3:14)
ソロ・プレイ：村岡建 (サクソフォーン) → 渡辺香津美 (エレクトリック・ギター) → 村岡建 (サクソフォーン)
6. Together - (5:30)
ソロ・プレイ：向井滋春 (トロンボーン) → 鈴木茂 (エレクトリック・ギター)
7. まもなく太陽が沈む - (4:36)
ソロ・プレイ：村岡建 (サクソフォーン) → 数原晋 (フリューゲルホルン)
8. 終わりなき Carnaval - (4:15)
この楽曲は次の曲とシームレスにつながっている。
ソロ・プレイ：坂本龍一 (アコースティック・ピアノ)
9. Maria - (3:58)
この楽曲ではラリー寿永のラテン・パーカッションをフィーチャーし、サンバを再現している。

## クレジット
- Produced by Kazuhiko Kato
- All Songs Composed, Arranged & Sung by Kazuhiko Kato
- Lyrics Written by Kazumi Yasui
- Associate Producer - Hiroshi Shigemi
- Recording & Remix Engineer - Kenji Murata
- Recordist by Hideo Matsumoto
- Recorded at Sound City Studios,Tokyo
- Recording Date - Oct & Nov,1977
- Remixed at Toshiba EMI Studios
- Strings & Horns Arranged & Conducted by Ryuichi Sakamoto
- Photography - Kenneth McGowan
- Design - Bryan Hagiwara
- Clothes - Issey Miyake
- Management - Yoshiaki Nitta (Music Unlimited Ltd.)
- Special Thanks to Kazunaga Nitta, Junko Koshino, Beverly Parker, Seiji Kudo, Koji Kimura & All Superb Musicians
- The Artist Would Like to Have Gratitude to Misa Watanabe
- YAMAHA Polyphonic Synthesizer CS-80 Courtesy of NIPPON GAKKI Shibuya

### ミュージシャン
- Kazuhiko Kato - Vocal, Acoustic Guitar, Chorus
- Shigeru Suzuki - Electric Guitar (omit on #1, #7)
- Ryuichi Sakamoto - Acoustic Piano, Fender Rhodes, Synthesizer
- Yukihiro Takahashi - Drums
- Tsugutoshi Goto - Electric Bass
- Kazumi Watanabe - Acoustic Guitar, Electric Guitar (#3, #5)
- Shin Kazuhara - Flugel (#7)
- Takeru Muraoka - Saxophone (#1, #5, #7)
- Akio Mukai - Trombone (#3, #6)
- Nobu Saito - Percussions
- Larry Sunaga - Percussions, Cuíca (#8, #9)
- Kimiko Kasai - Vocal Accompaniment (#1, #2)
- Tatsushi Umegaki - Chorus (#5, #9)
- Michiko Ogata - Chorus (#5, #9)
- Ichizo Seo - Chorus (#9)
- Shigeru Suzuki courtesy of Crown Record Co,Ltd.
- Yukihiro Takahashi Courtesy of Victor Musical Industries Inc.
- Tsugutoshi Goto Courtesy of Victor Musical Industries Inc.
- Kazumi Watanabe Courtesy of Nippon Columbia Co,Ltd.
- Kimiko Kasai Courtesy of CBS/SONY Inc.

## 発売履歴
| 形態 | 発売日         | レーベル                                   | 品番      | アートワーク         | 解説       | リマスタリング | 初出/再発 | 備考                                        |
| ---- | -------------- | ------------------------------------------ | --------- | -------------------- | ---------- | -------------- | --------- | ------------------------------------------- |
| LP   | 1978年02月05日 | DOUGHNUT                                   | DTP-72295 | K.McGowan/B.Hagiwara | なし       | なし           | 初出      | A式ジャケット                               |
| LP   | 2021年08月21日 | UNIVERSAL MUSIC/ローソンエンタテインメント | PROT-7120 | K.McGowan/B.Hagiwara | なし       | 記載なし       | 再発      | A式ジャケット【CITY POP on VINYL 2021】     |
| CD   | 1991年03月20日 | EASTWORLD                                  | TOCT-6038 | K.McGowan/B.Hagiwara | 篠原章     | 記載なし       | 初出      |                                             |
| CD   | 2007年11月02日 | SUPER FUJI DISCS                           | FJSP-30   | K.McGowan/B.Hagiwara | 小倉エージ | オノ・セイゲン | 再発      | 紙ジャケット                                |
| CD   | 2017年06月28日 | EXPRESS                                    | UPCY-7309 | K.McGowan/B.Hagiwara | 小松喜冶   | 記載なし       | 再発      | 【名盤発見伝 ジャパニーズ・グラフィティー】 |